# Miss Universo 1971
Miss Universo 1971 foi a 20.ª edição do concurso Miss Universo, realizada em 24 de julho de 1971 no Miami Beach Auditorium, em Miami Beach, Flórida, nos Estados Unidos. Candidatas de 60 países e territórios competiram pelo título. No final do evento, a Miss Universo 1970, Marisol Malaret, do Porto Rico, coroou a libanesa Georgina Rizk como sua sucessora. Rizk foi a primeira mulher árabe e a primeira candidata de um pais do  Oriente Médio a ser coroada Miss Universo.
Esta foi a última edição do concurso seguidamente realizado por mais de uma década em Miami Beach, encerrando um período histórico do concurso.No ano seguinte começaria um período de modernização do concurso,com o rodízio de sedes,a transmissão por satélite do evento ao vivo, a eliminação de diversos elementos tradicionais do concurso como o manto e a redução do número de semifinalistas de 15 para 12.Respeitando seus principais mercados,o concurso passou a ser realizado principalmente na  América Latina e  na Ásia e retornaria ocasionalmente aos Estados Unidos.

## Evento
Rizk, eleita Miss Líbano em 1970, havia passado desapercebida no Miss Mundo do ano anterior e nem sequer havia se classificado entre as semifinalistas. Isso também havia acontecido no período pré-concurso em que a mídia apostava suas fichas nas candidatas de França, Suécia, Brasil, Israel e Filipinas. Esta última, eleita Miss Fotogenia, causou surpresa em não ser classificada como semifinalista. Porém, após um grande desfile em maiô e um desfile antológico em traje de gala, em que usou um top revelador e decotado, barriga de fora e calças compridas justas no estilo odalisca que moldavam o corpo, cheios de bordados em estilo árabe, quebrando todos os parâmetros até então, Rizk começou a ser considerada como uma das favoritas pelo público.
Ao final, Georgina derrotou as outras quatro finalistas, Tony Rayward da Austrália, Pirjo Laitila da Finlândia, Beba Franco de Porto Rico e Eliane Guimarães, do Brasil. Com a vitória de uma candidata do Líbano  a geopolítica passou a ser também uma das protagonistas do concurso,pois,devido as constantes tensões entre o país,seus vizinhos e Israel,houve a necessidade de se montar um esquema de segurança nunca visto até então para uma Miss Universo,o que não afetou de forma alguma o reinado dela,pois Georgina,conseguiu visitar diversos países do mundo sem nenhum constrangimento.
Sua eleição, descrita por observadores como "se os árabes tivessem voltado novamente aos portões de Viena". Em diversas entrevistas durante o período em que esteve no exercício do cargo causou diversos impactos e constrangimentos a diversos setores em seu país,que é historicamente conservador e religioso,principalmente quando  ela se declarou favorável ao amor livre, conceito sexual comportamental em voga na época.Mas com um carisma único, a miss de olhos cor de avelã rapidamente conquistou a sociedade libanesa.O primeiro impacto de sua vitória foi que o mundo virou os olhos para diversos aspectos positivos de seu país. Depois,a histeria social,durante a sua primeira visita oficial, apesar das sobrancelhas se elevarem com seus comentários sobre sexo, sobre Richard Nixon e grande desinteresse demonstrado por assuntos de política e sociais que eram extremamente relevantes,a época.Seus críticos acabaram calando a boca,quando em Beirute,ela quebrou diversos paradigmas em seu país com sua figura  de medidas perfeitas, radiante personalidade e comum a resiliência impressionante.  Sua estadia de uma semana em Beirute,que poderia quebrar e energia de um estivador, foi feita entre encontros com o presidente,carreatas acompanhada por batedores de motocicletas, jantares com ministros e autoridades locais, presença VIP em diversos eventos e infinitas fotografias para todo tipo de revistas e jornais, sem nunca perder o bom humor ou o sorriso constante por um momento.
Georgina Rizk é única Miss Universo que, estando normalmente na função, não conseguiu coroar sua sucessora. No ano seguinte,pela primeira vez o concurso foi realizado fora dos Estados Unidos Continentais,no balneário de Dorado,no território de Porto Rico.Por questões de segurança,ela teve que retornar ao seu país e ela foi impedida por seu governo,a participar do concurso daquele ano.O motivo do não envio de Rizk, foi um atentado terrorista que aconteceu aconteceu em frente ao hotel em que a Miss EUA, Tanya Wilson estava hospedada na ilha,faltando dois meses para o concurso. Além disso, um grupo de terroristas japoneses contratados e treinados por árabes, realizou um ataque ao Aeroporto Internacional Ben Gurion, em Israel,causando a morte de 22 turistas do território. Pelos mesmos motivos,o país também não enviou uma candidata a Dorado.

## Resultados
| Colocação          | Candidata |
| ------------------ | --- |
| Miss Universo 1971 | - Líbano — Georgina Rizk |
| 2.ª colocada       | - Austrália — Suzanne Rayward |
| 3.ª colocada       | - Finlândia — Pirjo Laitila |
| 4.ª colocada       | - Porto Rico — Beba Franco |
| 5.ª colocada       | - Brasil — Eliane Guimarães |
| Top 12             | - Inglaterra — Marilyn Ward - França — Myriam Stocco - Israel — Esther Orgad - Japão — Shigeko Taketomi - Espanha — Josefina Gutiérrez - Estados Unidos — Michele McDonald - Ilhas Virgens Americanas — Cherrie Creque |

### Prêmios especiais

#### Miss Simpatia
- Vencedora:  Peru — Magnolia Martínez.

#### Miss Fotogenia
- Vencedora:  Filipinas — Valentina Fernandez.

#### Melhor Traje Típico
- Vencedora:  México — María Luisa López.

## Candidatas
Em negrito, a candidata eleita Miss Universo 1971. Em itálico, as semifinalistas.
| - Alemanha - Vera Kirst - Argentina - María del Carmen Vidal - Aruba - Vicenta Maduro - Austrália - Tony Rayward (2°) - Áustria - Edeltraud Neubauer - Bahamas - Mauriel Rahming - Bélgica - Martine De Hert - Bermudas - Rene Furbert - Bolívia - Ana María Landívar - Brasil - Eliane Parreira Guimarães (5°) - Canadá - Lana Drouillard - Cingapura - Jenny Wong - Colômbia - Piedad Mejía Trujillo - Congo - Martine Mualuke - Coreia do Sul - Noh Mi-ae - Costa Rica - Rosa María Rivera - Curaçao - María Vonhögen - Equador - Ximena Moreno Ochoa - Escócia - Elizabeth Montgomery - Espanha - Josefina Gutiérrez (SF) - Estados Unidos - Michele McDonald (SF) - Filipinas - Vida Doria (MF) - Finlândia - Pirjo Laitila (3°) - França - Myriam Stocco (SF) - Grécia - Angela Carayanni - Guam - Linda Avila - Holanda - Laura Mulder-Smid - Honduras - Dunia Orteg - Ilhas Virgens - Cherrie Raphaelia Creque (SF) - Índia - Raj Gill | - Inglaterra - Marilyn Ward (SF) - Irlanda - Marie Hughes - Islândia - Guðrun Valgardsdóttir - Israel - Esther Orgad (SF) - Itália - Mara Palvarini - Jamaica - Suzette Wright - Japão - Shigeko Taketomi (SF) - Líbano - Georgina Rizk (1°) - Luxemburgo - Mariette Fay - Malásia - Yvette Baterman - Malta - Felicity Carbott - México - María Luisa Corzo (TT) - Nicarágua - Xiomara Rodríguez - Noruega - Ruby Reitan - Nova Zelândia - Linda Ritchie - País de Gales - Dawn Cater - Panamá - Gladys Isaza - Peru - Magnolia Martínez (MS) - Porto Rico - Beba Franco (4°) - Portugal - Maria Celmira Bauleth - República Dominicana - Sagrario Reyes - Suécia - Vivianne Öiangen - Suíça - Anita Andrini - Suriname - Marcelle Darou - Tailândia - Warunee Sangsirinavin - Trinidad e Tobago - Sally Karamath - Tunísia - Aida Mzali - Turquia - Filiz Vural - Uruguai - Alba Techeira - Venezuela - Jeannette Sánchez |

- Não competiram a Miss Dinamarca, devido à reação feminista em seu país, a paraguaia Marit Tomassone e a taitiana Jeanne Brus.[6]